# Filotera
Filòtera (in greco antico: Φιλωτέρα?, Filōtèrā; Alessandria d'Egitto o Menfi, 315-310 a.C. – 282-268 a.C.) è stata una principessa egizia del periodo tolemaico, figlia di Tolomeo I e Berenice I.

## Biografia
Filotera era la secondogenita di Tolomeo I, primo re della dinastia tolemaica e di sua moglie Berenice. Dato che sappiamo che Arsinoe II, la loro primogenita, nacque intorno al 316-315 a.C. e che il terzogenito Tolomeo II vide la luce nel 308 a.C., possiamo dedurre che Filotera nacque in una data compresa tra queste due.
La data di morte è invece da porre tra l'ascesa al trono del fratello Tolomeo II (282 a.C.) e la morte di Arsinoe II (268 a.C.). Alla morte di Filotera, infatti, Tolomeo, che era già re d'Egitto, ne stabilì il culto, mentre il giambo XVI di Callimaco, altrimenti detto Apoteosi di Arsinoe (in greco antico: Ἐκθέωσις Ἀρσινόης?, Ekthèōsis Arsinòēs), composto per celebrare la scomparsa e la deificazione della regina, dice esplicitamente che Filotera era già morta a quell'epoca. Nel componimento poetico, infatti, Callimaco immagina che la sorella della regina, ormai dea, scorga dal cielo il fuoco della pira funebre della sorella e pensi in un primo momento che tutta la città di Alessandria stia andando a fuoco.
Filotera non si sposò mai, probabilmente per una qualche disabilità fisica di cui non siamo al corrente. Sua sorella Arsinoe II e le sue sorellastre Lisandra, Tolemaide, Teossena ed Antigone furono tutte date in spose dei sovrani ellenistici attraverso dei matrimoni dinastici progettati dal padre (o, nel caso di Tolemaide, dalla madre Euridice).
Alla morte di Filotera, Tolomeo II le dedicò un tempio e ne istituì il culto, onore senza precedenti nel mondo classico per una donna nubile. In suo memoria, il fratello le dedicò anche una città sul Mar Rosso, l'odierna Safaga. Sacerdotessa del suo culto fu l'egizia Heresankh, di cui si conserva una notevole statua in calcare al Museo del Louvre di Parigi.

## Ascendenza
|            |                    |                       | Genitori  |  |  | Nonni |  |  | Bisnonni |  |
|            |                    |                       |           |  |  | Lago  |  |  | …        |  |
|            |                    |                       |           |  |  | Lago  |  |  | …        |  |
|            |                    | …                     |           |  |  | Lago  |  |  |          |  |
| Tolomeo I  |                    |                       |           |  |  | Lago  |  |  |          |  |
|            |                    | Arsinoe di Macedonia  | …         |  |  |       |  |  |          |  |
|            |                    | Arsinoe di Macedonia  | …         |  |  |       |  |  |          |  |
|            |                    | Arsinoe di Macedonia  | …         |  |  |       |  |  |          |  |
| Filotera   |                    | Arsinoe di Macedonia  |           |  |  |       |  |  |          |  |
|            | Magas di Macedonia | …                     |           |  |  |       |  |  |          |  |
|            | Magas di Macedonia | …                     |           |  |  |       |  |  |          |  |
|            | Magas di Macedonia | …                     |           |  |  |       |  |  |          |  |
| Berenice I | Magas di Macedonia |                       |           |  |  |       |  |  |          |  |
|            |                    | Antigone di Macedonia | Cassandro |  |  |       |  |  |          |  |
|            |                    | Antigone di Macedonia | Cassandro |  |  |       |  |  |          |  |
|            |                    | Antigone di Macedonia | …         |  |  |       |  |  |          |  |
|            |                    | Antigone di Macedonia |           |  |  |       |  |  |          |  |